# Mariehem
Mariehem är det äldsta och största delområdet i stadsdelen Marieområdet i Umeå, ungefär 4 km från stadens centrum. Området avgränsas i väster av Mariehemsängarna och naturparken Stadsliden, och mot norr av delområdena Marieberg och Mariedal. Längs områdets östra sida, Mariestrand, avskiljer Kolbäcksvägen (E4) området från Nydalasjöns fritidsområde, och i söder gränsar Mariehem mot delområdena Nydalahöjden, Olofsdal, Lilljansberget och Berghem.
Den grundläggande planeringen av Mariehem utfördes av arkitekterna Hans Åkerlind och Gunnar Färjare, innan uppdraget att rita en stadsplan gick till Orrje & Co.
En första etapp inleddes redan 1962 men byggnationerna fortsatte långt in på 1970-talet. Området består till stor del av flerfamiljshus byggda i miljonprogramsstil med vita fasader. Lägenheterna är i huvudsak ägda av Heimstaden efter en bostadsaffär med allmännyttiga Bostaden AB 2017, men även bostadsrättsföreningar och privatägda hyreshus förekommer.
I sydvästra delen av Mariehem finns också ett stort antal egnahem i form av radhuslängor och mindre villor. Den relativa närheten till universitet gör att det även finns en del studentbostäder i beståndet. 
Marieområdet har under åren utvidgats med delområdena Mariehems Gård och Mariehems Höjd, samt i österMariestrand, i anslutning till Kolbäcksvägen och Nydalasjön. 
Astra Zeneca hade en förpackningsenhet i närheten av Mariehems Centrum, som dock såldes vidare till GE Healthcare, idag Cytiva

## Sport och fritid
I väster rymmer Mariehemsängarna sommartid banor för frisbeegolf och konstgräsplan för fotboll, och används också för spel under den stora Bränbollscupen. Vintertid finns skidliftar vid Bräntberget. I väster finns Nydalasjöns fritidsområde med camping, utebad och det tempererade badet Umelagun. På området arrangeras också varje år sedan 1983 Umeå fotbollsfestival, med områdets största idrottsklubb
Mariehem SK som huvudarrangör.

## Trafik
Stadsdelen var den första i Umeå med genomförd trafikseparering . Kolbäcksvägen har i och med ringledsprojektet Umeåprojektet breddats, och ingår numera i Europaväg 4, E4.

## Historia
Stadsdelen har fått sitt namn efter det lantställe – uppkallat efter hans hustru Maria – som rådmannen och handelsmannen Anders Grahn (död 1888) lät bygga i slutet av 1800-talet ungefär där nuvarande Bräntbergsskolan är belägen. Av lantstället – där umeåfotografen Bertil Ekholz skulle tillbringa många somrar på 1920-talet – återstår idag endast ett hus, som flyttats till den intilliggande Törnskatevägen.
I det som i dag är Mariehems nordöstra utkant låg tidigare den förre landshövdingen Pehr Adam Strombergs gård Nydala, vilket lever kvar både i namnet på sjön (egentligen Tavlesjön) och Strombergs väg, som sträcker sig från Mariehem förbi berghem till universitetsområdet.

## Uppväxta på Mariehem
- Hanna Ljungberg
- Kee Marcello
- Molly Pettersson Hammar
- Maria Pietilä Holmner
- Lars Berge
- Elin Berge

## Bilder

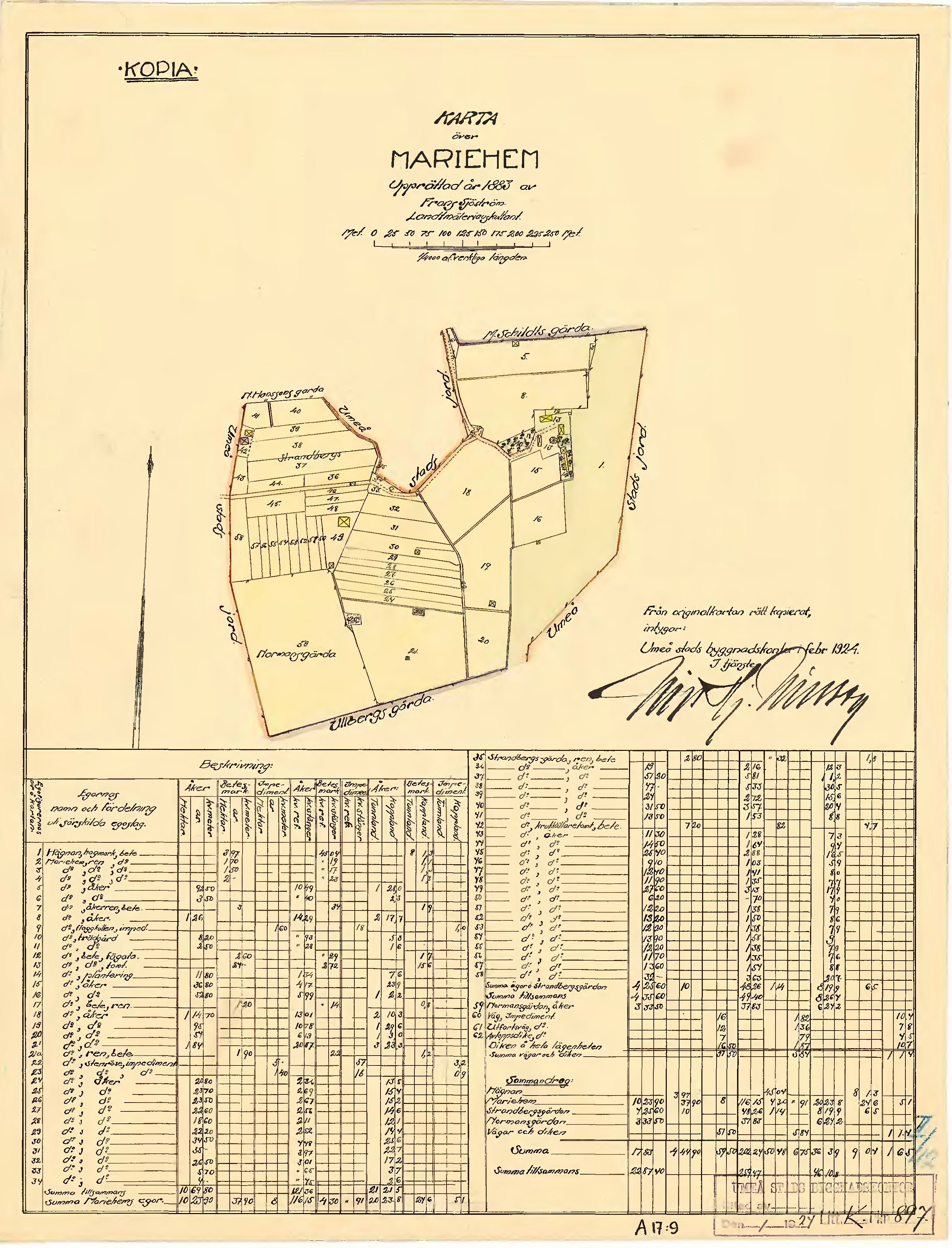
Karta över Mariehem 1883
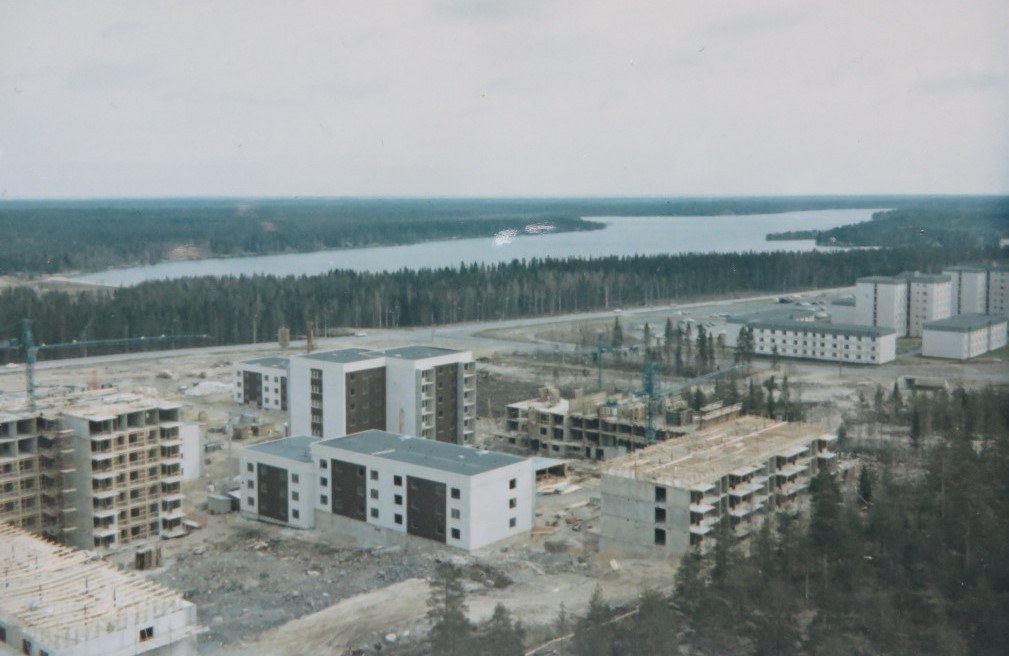
Mariehemsvägen med Nydalasjön i bakgrunden (1960-talet)
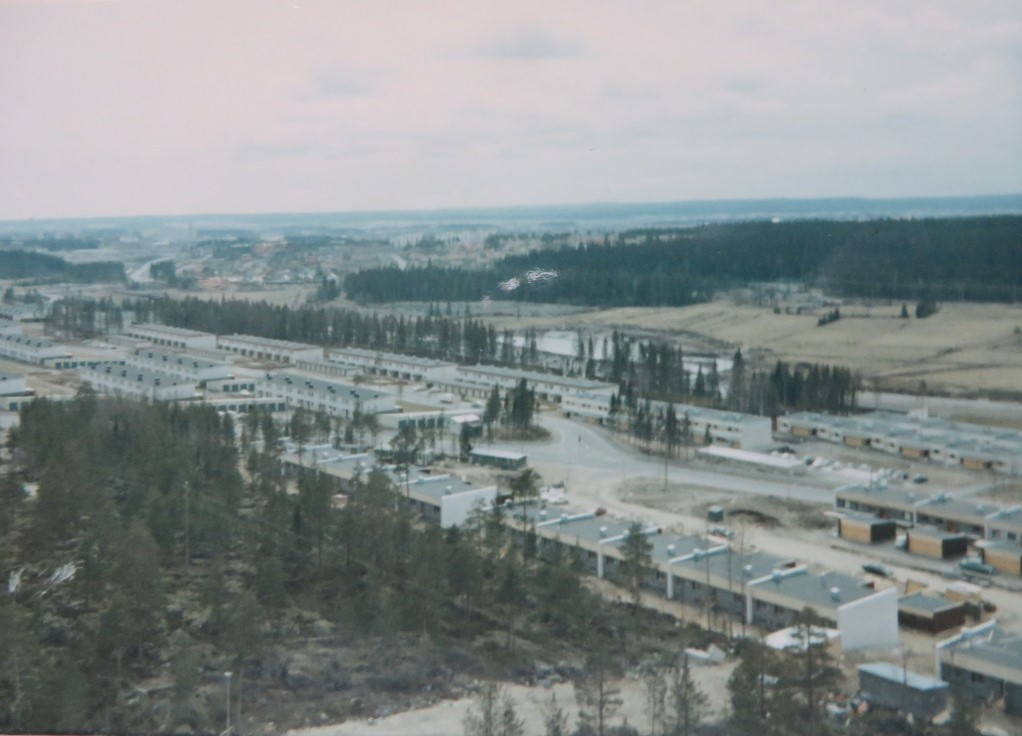
Bofinksvägen med Mariehemsängarna och dammen i bakgrunden (1960-talet)
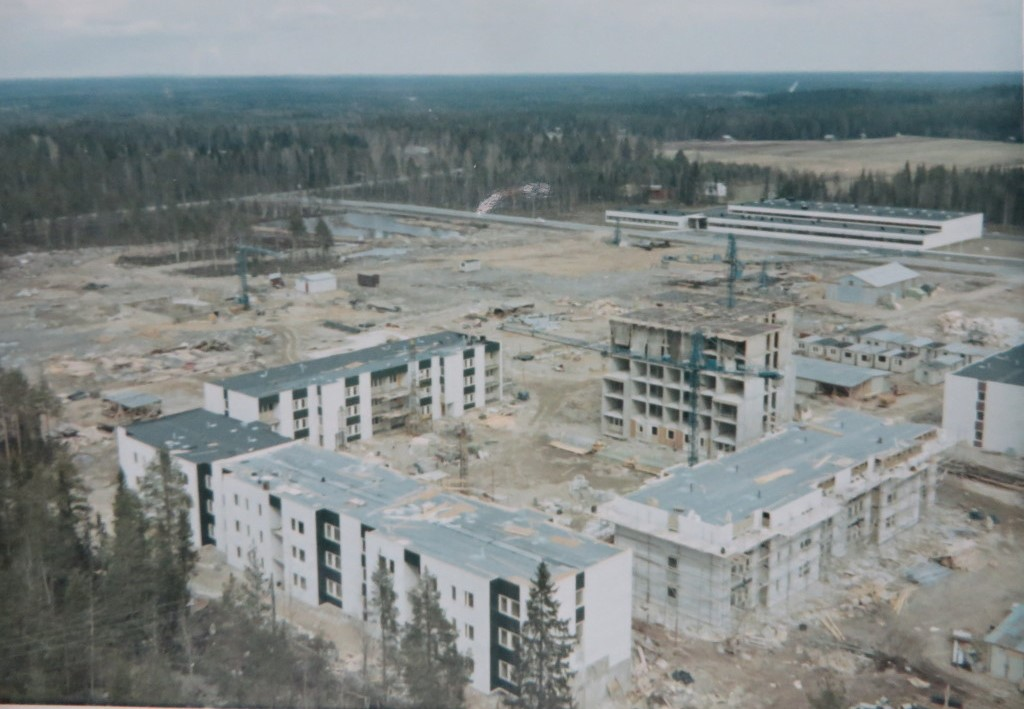
Mariehemsvägen 33 med Pharmacia, nuvarande GE Health Care, på andra sidan vägen (1960-talet)
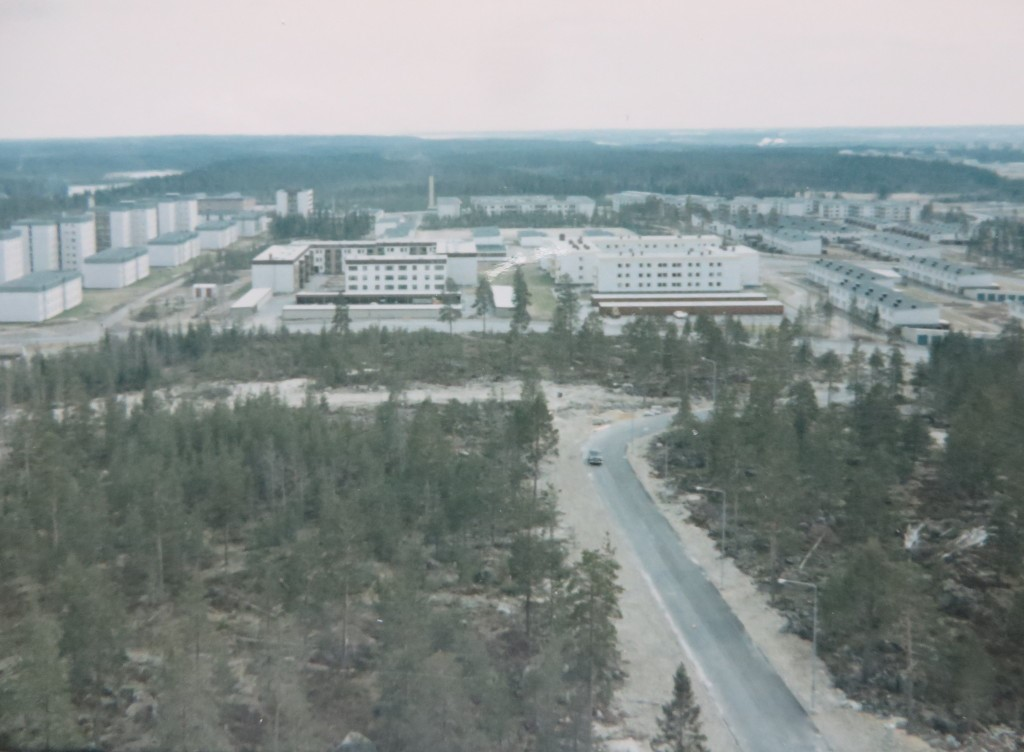
Morkullevägen och Mariehems centrum uppe i vänster (1960-talet)
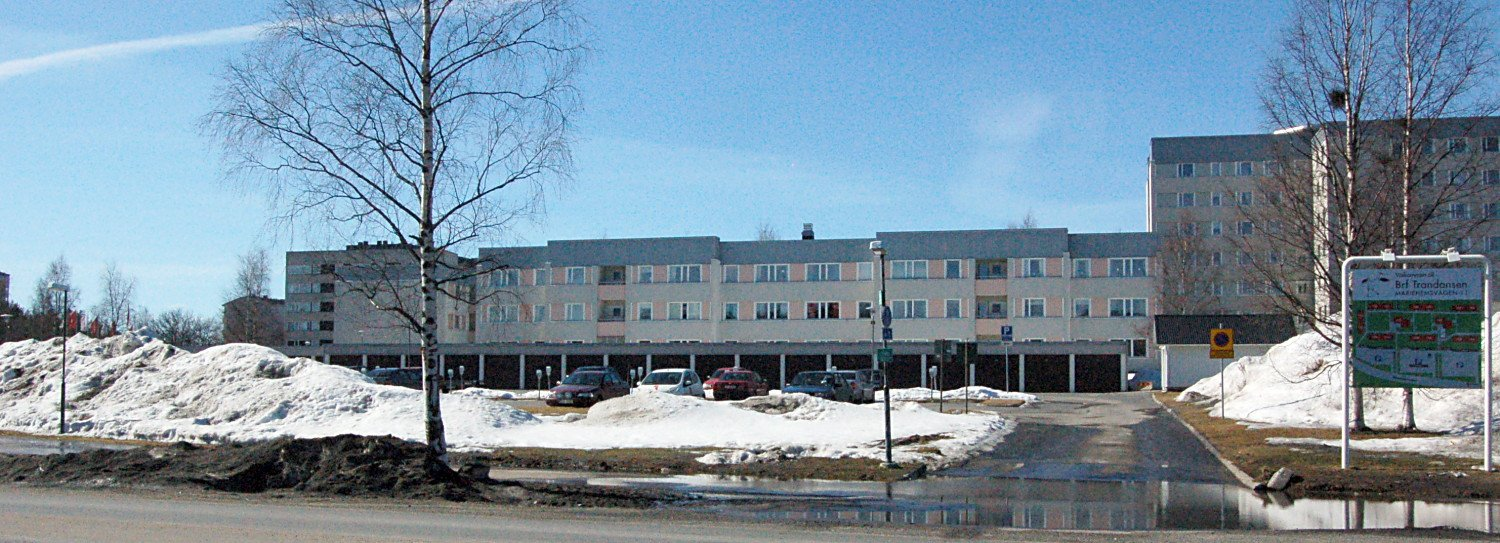
Mariehem 2009
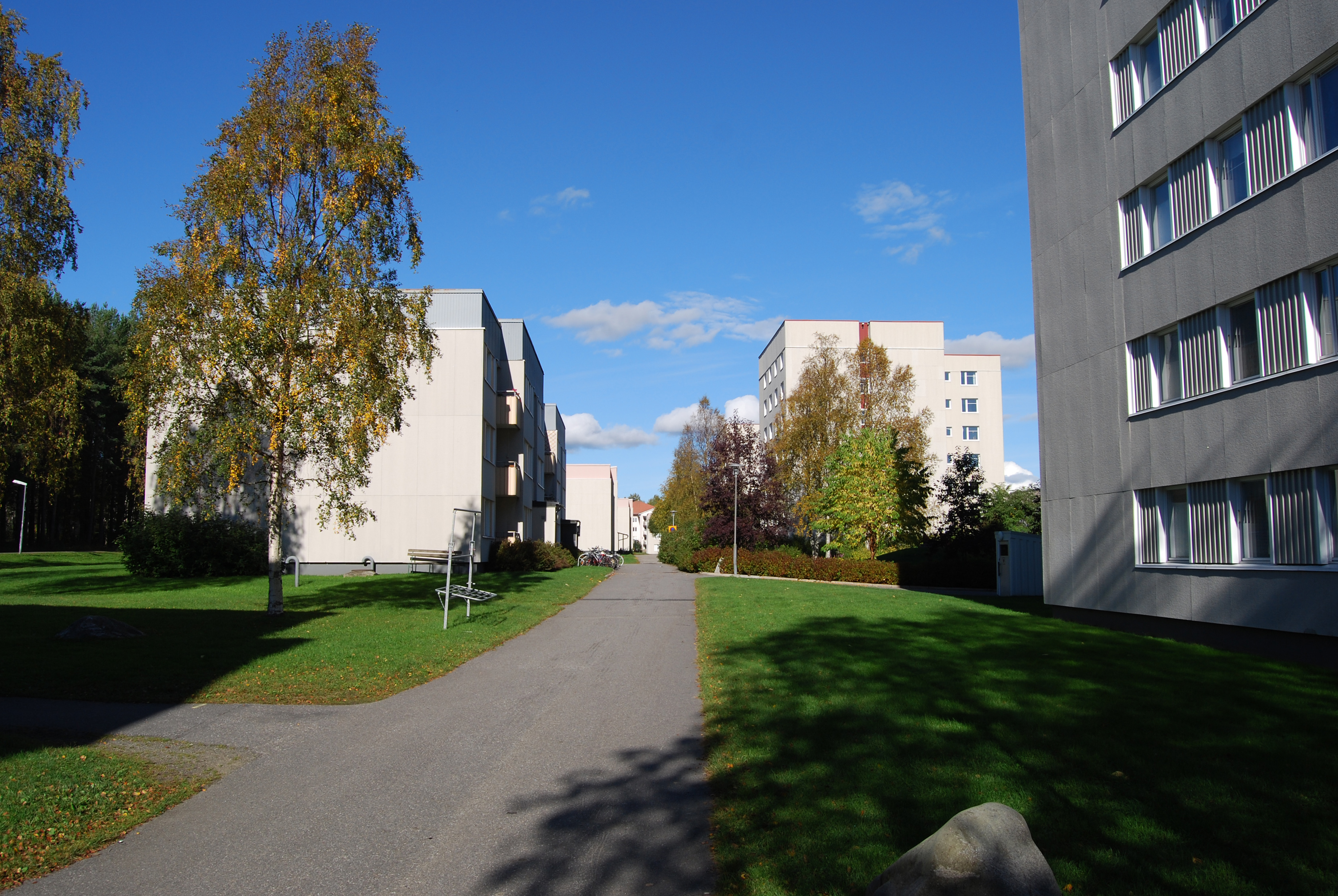
Mariehem 2010
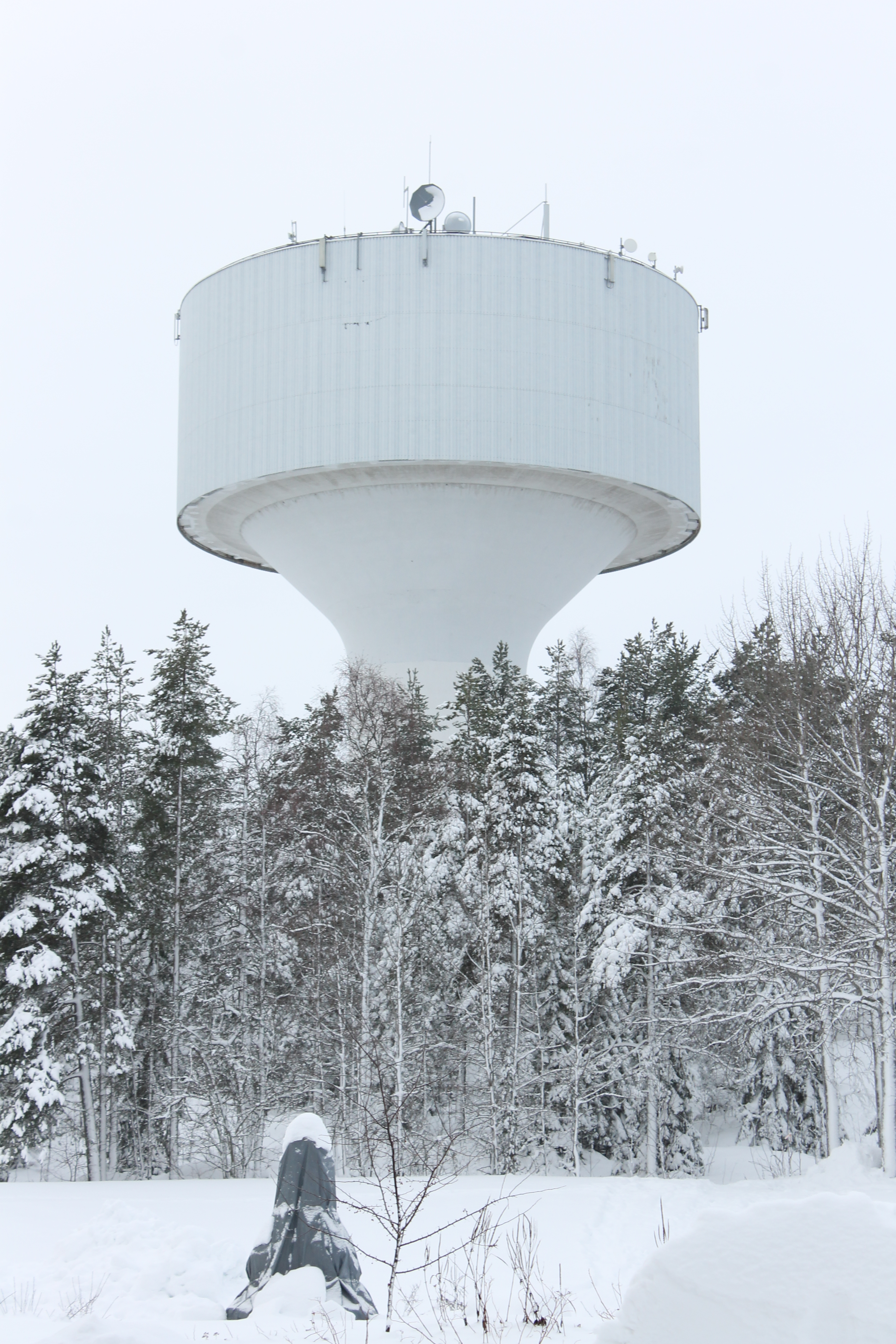
Vattentornet 2012
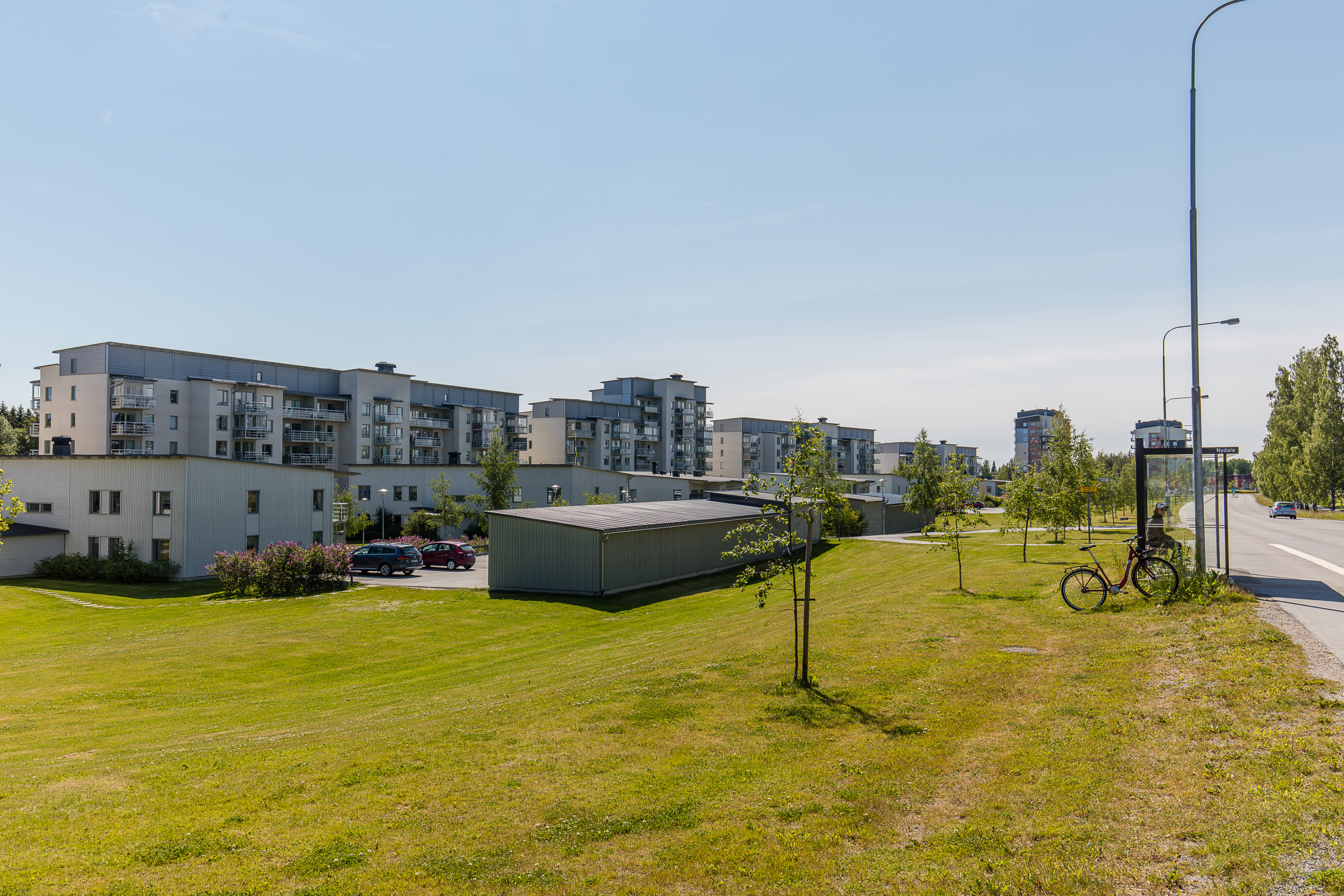
Mariestrand 2015